# Thurey-le-Mont
Thurey-le-Mont är en kommun i departementet Doubs i regionen Bourgogne-Franche-Comté i östra Frankrike. Kommunen ligger i kantonen Marchaux som tillhör arrondissementet Besançon. År 2022 hade Thurey-le-Mont 116 invånare.

## Befolkningsutveckling
Antalet invånare i kommunen Thurey-le-Mont
Referens:INSEE